# Акрохордит
Акрохорди́т — основний водний арсенат марганцю і магнію.

## Загальний опис
Склад: MgMn4[(OH)2|AsO4]2•4H2O. Містить (%): MgO — 6,0; MnO — 42,88; As2О5 — 34,72; H2O — 16,31. Сингонія моноклінна. Зустрічається у соскоподібних агрегатах, складених з дрібних кристалів. Густина 3,20. Твердість 4,5. Колір червоно-бурий з жовтим відтінком. Зустрічається в родовищі марганцю Лонгбан (Швеція) разом з баритом та пірохроїтом.